# Collegio uninominale Campania - 07 (2020)
Il collegio elettorale uninominale Campania - 07 è un collegio elettorale uninominale della Repubblica Italiana per l'elezione del Senato della Repubblica.

## Territorio
Come previsto dalla legge n. 51 del 27 maggio 2019, il collegio è stato definito tramite decreto legislativo all'interno della circoscrizione Campania.
È formato dal territorio di 37 comuni della città metropolitana di Napoli: Acerra, Brusciano, Camposano, Carbonara di Nola, Casalnuovo di Napoli, Casamarciano, Castello di Cisterna, Cercola, Cicciano, Cimitile, Comiziano, Liveri, Mariglianella, Marigliano, Massa di Somma, Nola, Ottaviano, Palma Campania, Poggiomarino, Pollena Trocchia, Pomigliano d'Arco, Roccarainola, San Gennaro Vesuviano, San Giorgio a Cremano, San Giuseppe Vesuviano, San Paolo Bel Sito, San Sebastiano al Vesuvio, San Vitaliano, Sant'Anastasia, Saviano, Scisciano, Somma Vesuviana, Striano, Terzigno, Tufino, Visciano e Volla e di 2 comuni della provincia di Salerno: San Valentino Torio e Sarno.
Il collegio è parte del Collegio plurinominale Campania - 01.

## Eletti
| Elezione | Elezione | Senatore         | Partito            |
| -------- | -------- | ---------------- | ------------------ |
|          | 2022     | Raffaele De Rosa | Movimento 5 Stelle |

1. ↑  In data 08.02.2024 abbandona il gruppo M5S. In data 21.02.2024 aderisce al gruppo FI-BP-PPE.

## Dati elettorali

### XIX legislatura
Come previsto dalla legge elettorale, 74 senatori sono eletti con sistema a maggioranza relativa in altrettanti collegi uninominali a turno unico.
| Candidati                                 | Candidati                  | Voti    | %     | Liste                          | Voti    | %     |
| ----------------------------------------- | -------------------------- | ------- | ----- | ------------------------------ | ------- | ----- |
|                                           | Raffaele De Rosa ✔️ Eletto | 103 931 | 38,48 | Movimento 5 Stelle             | 103 931 | 38,48 |
|                                           | Claudio Barbaro            | 83 894  | 31,06 | Fratelli d'Italia              | 38 972  | 14,43 |
| Forza Italia                              | Claudio Barbaro            | 83 894  | 31,06 | 34 026                         | 12,60   |       |
| Lega per Salvini Premier                  | Claudio Barbaro            | 83 894  | 31,06 | 9 476                          | 3,51    |       |
| Noi moderati/Lupi - Toti - Brugnaro - UDC | Claudio Barbaro            | 83 894  | 31,06 | 1 420                          | 0,53    |       |
|                                           | Leonardo Impegno           | 56 704  | 21,00 | Partito Democratico-IDP        | 38 748  | 14,35 |
| Alleanza Verdi e Sinistra                 | Leonardo Impegno           | 56 704  | 21,00 | 6 951                          | 2,57    |       |
| Impegno Civico - Centro Democratico       | Leonardo Impegno           | 56 704  | 21,00 | 5 832                          | 2,16    |       |
| +Europa                                   | Leonardo Impegno           | 56 704  | 21,00 | 5 173                          | 1,92    |       |
|                                           | Annarita Di Palma          | 16 312  | 6,04  | Azione - Italia Viva - Calenda | 16 312  | 6,04  |
|                                           | Francesco Bruno            | 5 432   | 2,01  | Unione Popolare                | 5 432   | 2,01  |
|                                           | Nicola Massimo             | 3 008   | 1,11  | Italexit                       | 3 008   | 1,11  |
|                                           | Pia Fedi                   | 788     | 0,29  | Noi di Centro – Europeisti     | 788     | 0,29  |
| Totale                                    | Totale                     | 270 069 | 100   |                                | 270 069 | 100   |
|                                           |                            |         |       |                                |         |       |
| Voti non validi                           | Voti non validi            | 11 993  | 4,25  |                                |         |       |
| Votanti                                   | Votanti                    | 282 062 | 53,97 |                                |         |       |
| Elettori                                  | Elettori                   | 522 634 |       |                                |         |       |